# Mauricio Silvera
Mauricio Silvera (Montevideo, 30 de dezembro de 1964) é um ex-futebolista profissional uruguaio, que atuava como meia.

## Carreira
Mauricio Silvera se profissionalizou no River Plate.

## Seleção
Mauricio Silvera integrou a Seleção Uruguaia de Futebol na Copa América de 1987, sendo campeão.

## Títulos
Uruguai
- Copa América: 1987